# Hans Florenz
Hans Florenz (* 1953 in Bensberg) ist ein deutscher Komponist und Textautor Neuer Geistlicher Lieder.

## Biografie
Hans Florenz lebt in Köln und ist im Hauptberuf Lehrer für Französisch, Wirtschaftswissenschaften und Mathematik.
Seine musikalischen Kenntnisse hat er sich nach einer Ausbildung an der klassischen Gitarre autodidaktisch seit 1970 als Bandleader und Chorleiter erworben. In den 1970er- und 1980er-Jahren war Florenz in Sacré-Cœur in Paris Mitarbeiter im Bereich Jugendarbeit und musikalische Gestaltung von Gottesdiensten. Noch heute verfügt er über gute Kontakte nach Frankreich, insbesondere zu Michel Wackenheim, zu dessen Lied Wenn wir das Leben teilen er die deutsche Übersetzung verfasst hat.
Seit 2013 ist Hans Florenz Mitglied des ökumenischen Vereins inTAKT e.V zur Förderung des Neuen geistlichen Liedes, Kunst, Kultur und Bildung. Für den Verein textet und komponiert Hans Florenz neue Lieder.

## Werke
- Unsere Hoffnung bezwingt die schwarze Angst (Text: Alois Albrecht)
- 5-stimmiger Sanktus-Kanon
- Die Zeit ist da für ein Nein oder Ja
- Wenn der Himmel in unsre Nacht fällt
- Wenn die Nacht mich überschattet
- Wir erbitten, was Gott verheißt

## Veröffentlichungen
- Doppel-CD Dass Zukunft überlebe (1985)
- CD Verwandelte Zeit (1998)
- CD Wenn der Himmel in unsre Nacht fällt (1998)
- CD Wenn wir das Leben teilen (2004)
- CD Wir sind eingeladen zum Fest (2004)
- CD Weil wir uns begegnet sind (2004)